# Просторово-часове міркування
Просторово-часове міркування (англ. spatial–temporal reasoning) — це галузь штучного інтелекту, що ґрунтується на досягненнях інформатики, когнітивної науки та когнітивної психології. Теоретична мета — у когнітивному аспекті — передбачає подання просторово-часових знань та відповідне міркування у свідомості. Практична мета — у комп'ютерному аспекті — спрямована на розробку високорівневих систем керування автоматами для навігації та розуміння часу й простору.

## Вплив когнітивної психології
Результати досліджень у галузі когнітивної психології показують, що відношення з'єднаності (англ. connection relation) є першим просторовим відношенням, яке опановують людські немовлята, а за цим слідує розуміння орієнтаційного відношення (англ. orientation relation), та відношення відстані (англ. distance relation). Внутрішні відношення між цими трьома видами просторових відношень можливо обчислювально й систематично пояснити в межах теорії когнітивної призми таким чином:
1. відношення з'єднаності є первинним;
2. орієнтаційне відношення є відношенням порівняння відстаней: ти переді мною можливо інтерпретувати як те, що ти ближчий до мого переднього боку, ніж до моїх інших боків;
3. відношення відстані є відношенням з'єднаності з використанням третього об'єкта: ти на відстані одного метра від мене можна інтерпретувати як однометровий об'єкт, з'єднаний із тобою і зі мною одночасно.

## Фрагментарні подання часового числення
Без урахування внутрішніх відношень між просторовими відношеннями, дослідники ШІ розробили багато фрагментарних подань. Прикладами часових числень є алгебра проміжків Аллена та точкова алгебра Вілана і Каутца. Найвідомішими просторовими численнями є мереотопологічне числення, числення кардинальних напрямків Френка, двоперехресне числення (англ. double cross calculus) Фрекси, 4- та 9-перетинові числення (англ. 4- and 9-intersection calculi) Еґенгофера та Франзози, числення «фліп-флоп» (англ. flip-flop calculus) Лігозата, різні числення з'єднаності областей (англ. region connection calculus, RCC), а також алгебра орієнтованих точкових відношень (англ. Oriented Point Relation Algebra).
Останнім часом розробили просторово-часові числення, які поєднують просторову та часову інформацію. Наприклад, числення просторово-часових обмежень (англ. spatiotemporal constraint calculus, STCC) Джеревіні та Небеля поєднує алгебру проміжків Аллена з RCC-8. Крім того, якісне траєкторне числення (англ. qualitative trajectory calculus, QTC) уможливлює міркування про рухомі об'єкти.

## Кількісна абстракція
У літературі значну увагу приділяють якісному просторово-часовому міркуванню на основі якісних абстракцій просторових і часових аспектів знань здорового глузду, на яких ґрунтується людське сприйняття фізичної реальності. З погляду методології, якісні обмежувальні числення обмежують словник багатих математичних теорій, які опрацьовують часові чи просторові сутності, що дозволяє розглядати конкретні аспекти цих теорій в межах розв'язних фрагментів із простими якісними (не-метричними) мовами.
На відміну від математичних та фізичних теорій щодо простору й часу, числення якісних обмежень дозволяють доволі ощадливо здійснювати міркування щодо сутностей, розташованих у просторі й часі. Завдяки цьому обмежена виразність числень формалізмів якісного подання є перевагою, якщо такі завдання міркування необхідно вбудовувати до застосунків. Наприклад, деякі з цих числень можна втілювати для ефективної обробки просторових запитів у ГІС, а деякі можна використовувати для навігації й комунікації з мобільним роботом.

## Алгебра відношень
Більшість із цих числень можливо формалізувати як абстрактні алгебри відношень, що дозволяє здійснювати міркування на символьному рівні. Для обчислення розв'язків мережі обмежень (англ. constraint network) важливим інструментом є алгоритм шляхової узгодженості.

## Програмне забезпечення
- GQR — розв'язувач мережі обмежень для числень на кшталт RCC-5, RCC-8, алгебри проміжків Аллена, точкової алгебри, числення кардинальних напрямків тощо.
- qualreas — система мовою Python для якісного міркування над мережами алгебр відношень, як-от RCC-8, алгеброю проміжків Аллена, а також алгеброю Аллена, поєднаною з часовими точками та розташованою у ліво- чи праворозгалужуваному часі (англ. Left- or Right-Branching Time).